# Lipót Schulhof
| Planetoida        | Data odkrycia |
| ----------------- | ------------- |
| (147) Protogeneia | 10 lipca 1875 |

Lipót Schulhof (niem. Leopold Schulhof, fr. Léopold Schulhof, ur. 12 marca 1847 w Baja, zm. w październiku 1921) – astronom węgierski.

## Życiorys
Pracował w obserwatoriach w Wiedniu i Paryżu, prowadząc obserwacje komet i planetoid i obliczając ich orbity. Przewidział m.in. datę powrotu komety 15P/Finlay. W 1875 w Wiedniu odkrył planetoidę (147) Protogeneia.

## Nagrody i upamiętnienie
Dwukrotnie otrzymał Nagrodę Lalande’a – w 1893 i 1920.
Planetoida (2384) Schulhof została nazwana jego imieniem.